# Wiktorija Rybalko
Wiktorija Jurijiwna Rybalko (ukrainisch Вікторія Юріївна Рибалко, engl. Transkription Viktoriya Rybalko; * 26. Oktober 1982 in Dnipropetrowsk) ist eine ukrainische Weitspringerin.
Bei den Europameisterschaften 2006 in Göteborg wurde sie Vierte. Im Jahr darauf wurde sie Siebte bei den Halleneuropameisterschaften in Birmingham und Elfte bei den Weltmeisterschaften in Osaka. Bei den Olympischen Spielen 2008 in Peking schied sie ebenso in der Qualifikation aus wie bei den Weltmeisterschaften 2009 in Berlin.
2010 wurde sie Achte bei den Hallenweltmeisterschaften in Doha und erneut Vierte bei den Europameisterschaften in Barcelona.

## Persönliche Bestleistungen
- Weitsprung: 6,82 m, 21. Juli 2006, Kiew
  - Halle: 6,74 m, 28. Januar 2007, Moskau